# Aiete
Aiete est un quartier de Saint-Sébastien, dans la province du Guipuscoa, dans la communauté autonome du Pays basque en Espagne.